# HMS Spey (P234)
La HMS Spey (P-234) es una patrullero de Clase River de la Marina Real británica y está desplegada a largo plazo en la región del Indo-Pacífico con su barco gemelo HMS Tamar.